# Jagwar Ma
Jagwar Ma ist eine australische Psychedelic/Dance-Band, die 2011 in Sydney gegründet wurde.
Sie besteht aus Gabriel Winterfield (Leadsänger/Gitarre), Jono Ma (Gitarre, Schlagzeug, Synthesizer, Produktion) und dem Bassisten Jack Freeman, der sich der Band 2012 angeschlossen hat. Der Name der Band ist abgeleitet aus dem Wort „Jaguar“ und dem Nachnamen des Schlagzeugers.
2013 unterschrieben Jagwar Ma Verträge bei den Plattenlabels Mom+Pop (USA), Marathon Artists (EU) und Future Classic (Australien) und veröffentlichten im gleichen Jahr noch ihr Debütalbum Howlin’.

## Diskografie

### Studioalben
- Howlin’ (2013)
- Every Now & Then (2016)

### EPs
- The Time and Space Dub Sessions (2013)

### Singles
- Come Save Me (November 2011)
- The Throw (27. Januar 2013)
- Man I Need (29. April 2013)
- Come Save Me (Re-release) (28. Oktober 2013)
- Uncertainty (Februar 2014)
- OB1 (2016)